# 卡羅爾·利平斯基

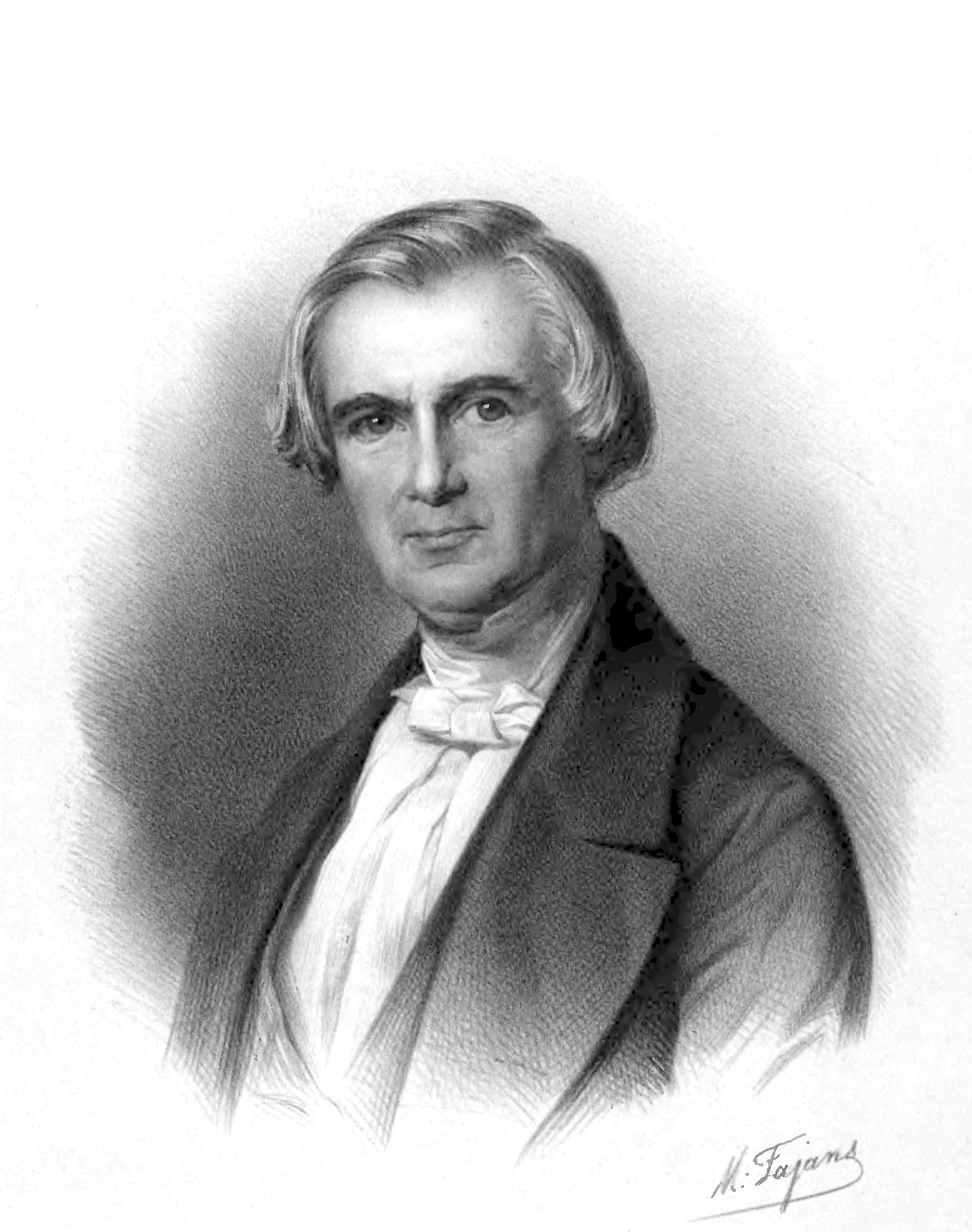
利平斯基像，馬克西米利安·法詹斯作品

利平斯基像，瓦倫蒂·万科維奇作品，1822年

卡羅爾·約瑟夫·利平斯基（波蘭語：Karol Józef Lipiński，1790年10月30日—1861年12月16日）是一位波蘭作曲家、小提琴家，活躍於波蘭遭列強瓜分的時期。在所屬的年代，利平斯基是唯一能與帕格尼尼平起平坐的小提琴家。今日位於弗罗茨瓦夫的卡羅爾·利平斯基音樂大學以他為名。

## 生平
利平斯基在拉曾出生，1810年他已經是利沃夫歌劇院的第一小提琴，2年後成為指揮。1817年利平斯基前往義大利，他與尼科罗·帕格尼尼在米蘭會面，經常在一起演奏，倆人在1818年4月還合開了二場音樂會，這二場演出使大眾注意到利平斯基的才能。帕格尼尼將自己的《威尼斯狂歡節》變奏曲（作品10）題獻給利平斯基，利平斯基則將自己的三首隨想曲（1827年作品）回獻給對方。
1818年，在返回波蘭的途中，他在的里雅斯特稍事停留，期間求教於高齡90歲的馬祖拉納（Mazzurana），他曾是朱塞佩·塔替尼的門徒。除了向馬氏學習塔替尼奏鳴曲之外，利平斯基也和波蘭鋼琴家、作曲家希馬諾夫斯卡一同演出。
1820年利平斯基前往柏林，結識路易斯·施波尔，之後他又前往俄羅斯。1829年他在華沙結識弗雷德里克·肖邦。
他在1835年至1836年間旅行演奏，與罗伯特·舒曼結識。舒曼將自己的《狂歡節》（Carnaval，作品9）題獻予他。
1836年他前往英國，與皇家愛樂樂團演出了《軍隊協奏曲》。1839年6月他收到二份來自德勒斯登的工作邀約，其一是皇家聖堂的樂團首席，另外則是宮廷禮拜堂的樂長。這些工作使他減少了旅行演奏的頻率，轉而專注在室內樂演奏上，尤其是貝多芬的弦樂四重奏作品。在德勒斯登他曾與李斯特共同演出貝多芬的《克羅采》奏鳴曲。
亨里克·维尼亚夫斯基將自己的音樂會波蘭舞曲（作品4）題獻予他。1861年利平斯基退休，在維利夫村（Virliv）過世。

## 作品節選
任職於利沃夫時期，利平斯基已經完成了三首交響曲（作品3），以及三部歌劇。歌劇中的第三部《德涅斯特人鱼》是一部改編作品（Syrena Dniestru，改編自費迪南德·考爾的《多瑙河之女》），並夾雜一些利平斯基自己的原創音樂。從1814年起，《德涅斯特人鱼》年年在利沃夫上演，連演近卅年時間，不過此作現已散佚。
利平斯基的大部分作品以小提琴音樂為主，包括四首協奏曲（第五首已散佚）、二首弦樂三重奏，以及波蘭舞曲、輪旋曲、變奏曲、隨想曲等小品。另外他也曾寫作一些歌曲，當中使用了波蘭民謠素材。

### 錄音
小提琴家康斯坦蒂·安德烈·庫爾卡（華沙蕭邦音樂大學）曾灌錄利平斯基的作品，當中包括所有小提琴協奏曲等代表性作品。

## 個人生活
卡羅爾·利平斯基的父親是費利克斯·利平斯基（1765年生），另有一個弟弟費利克斯·利平斯基（1815年生）。

## 軼事
- 利平斯基生前持有二把小提琴，一把是1715年製的斯特拉迪瓦里琴，另一把則是瓜奈里琴。
- 利平斯基與帕格尼尼因競爭而產生摩擦之後，倆人的關係漸遠。之後每當帕格尼尼被問及「誰是最偉大的小提琴家」，他如此答覆：「我不知道，但利平斯基絕對是第二（偉大者）。」

## 延伸閱讀
- 亨利卡·菲拉托纳。 KJ Lipiński，Wirtuozi i kompozytor 。克拉科夫论文，1930 年（未发表）
- Józef Powroźniak（波兰语） 。卡罗尔·利平斯基。克拉科夫：脉宽调制，1970
  - Maria Lewicka 翻译： Lipiński 。新泽西州海王星市：Paganiniana，1986 年
- Владимир Юрьевич Григорьев。 Кароль Липиньский 。 Москва: Музыка, 1977
- Karol Lipiński: Życie, działalność, epoka。 T. 1-4 .埃德。通过Maria Zduniak（波兰语）等人。弗罗茨瓦夫：Akademia Muzyczna im。卡罗拉·利平斯基格，1990、1993、2003、2007

## 外部連結
- 卡羅爾·利平斯基的免费乐谱，由国际乐谱典藏计划提供
- Scores by Karol Lipiński （页面存档备份，存于）於波洛納數字圖書館